# 安·G·克拉克
安·G·克拉克（英語：Ann G. Clarke，娘家姓：Jewkes）是一位英国免疫学家，专攻小鼠胚胎和母亲之间的免疫关系，和其丈夫布莱恩·坎贝尔·克拉克以及安妮·麥克拉倫共同发起了旨在保护濒危物种基因的冷冻方舟计划。

## 个人生活
安·G·Jewkes与布莱恩·坎贝尔·克拉克（1932-2014）在1960年结婚，育有一子一女